# Golden Valley (Arizona)
Golden Valley és una concentració de població designada pel cens dels Estats Units a l'estat d'Arizona. Segons el cens del 2000 tenia 4.515 habitants.

## Demografia
Segons el cens del 2000, Golden Valley tenia 4.515 habitants, 1.822 habitatges, i 1.288 famílies La densitat de població era de 62,1 habitants/km².
Dels 1.822 habitatges en un 23,3% hi vivien nens de menys de 18 anys, en un 57,1% hi vivien parelles casades, en un 9,1% dones solteres, i en un 29,3% no eren unitats familiars. En el 22,6% dels habitatges hi vivien persones soles el 9,1% de les quals corresponia a persones de 65 anys o més que vivien soles. El nombre mitjà de persones vivint en cada habitatge era de 2,48 i el nombre mitjà de persones que vivien en cada família era de 2,87.
Per edats la població es repartia de la següent manera: un 22,4% tenia menys de 18 anys, un 4,7% entre 18 i 24, un 21,7% entre 25 i 44, un 33,1% de 45 a 60 i un 18,1% 65 anys o més.
L'edat mediana era de 46 anys. Per cada 100 dones de 18 o més anys hi havia 101,7 homes.
La renda mediana per habitatge era de 27.857 $ i la renda mediana per família de 30.662 $. Els homes tenien una renda mediana de 26.319 $ mentre que les dones 19.556 $. La renda per capita de la població era de 13.948 $. Aproximadament el 10,6% de les famílies i el 15,3% de la població estaven per davall del llindar de pobresa.

## Poblacions més properes
El següent diagrama mostra les poblacions més properes.